# Seznam států světa podle indexu lidského rozvoje

Mapa světa s rozdělením HDI v členských státech ze zprávy OSN z roku 2022 (vychází z dat z roku 2021):

Toto je seznam států světa podle indexu lidského rozvoje tak, jak jej vydává Organizace spojených národů prostřednictvím rozvojového programu OSN ve výroční zprávě o programu rozvoje.
Zpráva o lidském rozvoji je publikována OSN každoročně, až na výjimky, od roku 1990. Zpráva z roku 2019 založená na datech z roku 2018 obsahuje HDI 189 zemí a 15 regionů nebo skupin na základě údajů shromážděných v roce 2018.
Index lidského rozvoje (HDI) je komparativní nástroj k poměření kvality lidského života, za pomoci porovnání údajů o chudobě, gramotnosti, vzdělání, střední délky života, porodnosti a dalších faktorů. Index rozlišuje zda je země rozvinutá (vyspělá), rozvojová nebo nejméně rozvinutá a rovněž poměřuje vliv ekonomických politik na kvalitu života. Index vymyslel v roce 1990 pákistánský ekonom Mahbub al Hak.
Index lidského rozvoje rozděluje státy do čtyř skupin na základě jejich HDI, a to na země, jejichž HDI velmi vysoký, vysoký, střední nebo nízký.

## Kompletní seznam států
- ▲ = růst
- ▬ = stálost
- ▼ = pokles

### Velmi vysoký
| Pořadí                                   | Pořadí                 | Stát                    | HDI                                      | HDI                 |
| Data z roku 2021 (ze zprávy za rok 2022) | Změna oproti roku 2015 | Stát                    | Data z roku 2021 (ze zprávy za rok 2021) | Průměrný roční růst |
| ---------------------------------------- | ---------------------- | ----------------------- | ---------------------------------------- | ------------------- |
| 1                                        | ▬                      | Švýcarsko               | 0,962                                    | ▲ 0,19%             |
| 2                                        | ▬                      | Norsko                  | 0,961                                    | ▲ 0,19%             |
| 3                                        | ▬                      | Island                  | 0,959                                    | ▲ 0,56%             |
| 4                                        | ▲ (3)                  | Hongkong                | 0,952                                    | ▲ 0,44%             |
| 5                                        | ▲ (3)                  | Austrálie               | 0,951                                    | ▲ 0,27%             |
| 6                                        | ▬                      | Dánsko                  | 0,948                                    | ▲ 0,34%             |
| 7                                        | ▼ (2)                  | Švédsko                 | 0,947                                    | ▲ 0,36%             |
| 8                                        | ▲ (6)                  | Irsko                   | 0,945                                    | ▲ 0,40%             |
| 9                                        | ▼ (5)                  | Německo                 | 0,942                                    | ▲ 0,16%             |
| 10                                       | ▼ (1)                  | Nizozemsko              | 0,941                                    | ▲ 0,24%             |
| 11                                       | ▬                      | Finsko                  | 0,940                                    | ▲ 0,29%             |
| 12                                       | ▼ (1)                  | Singapur                | 0,939                                    | ▲ 0,29%             |
| 13                                       | ▲ (2)                  | Belgie                  | 0,937                                    | ▲ 0,25%             |
| 13                                       | ▼ (3)                  | Nový Zéland             | 0,937                                    | ▲ 0,15%             |
| 15                                       | ▼ (2)                  | Kanada                  | 0,936                                    | ▲ 0,25%             |
| 16                                       | ▼ (1)                  | Lichtenštejnsko         | 0,935                                    | ▲ 0,22%             |
| 17                                       | ▲ (3)                  | Lucembursko             | 0,930                                    | ▲ 0,18%             |
| 18                                       | ▼ (3)                  | Spojené království      | 0.929                                    | ▲ 0,17%             |
| 19                                       | ▬                      | Japonsko                | 0,925                                    | ▲ 0,27%             |
| 19                                       | ▲ (3)                  | Jižní Korea             | 0,925                                    | ▲ 0,35%             |
| 21                                       | ▼ (3)                  | Spojené státy americké  | 0,921                                    | ▲ 0,10%             |
| 22                                       | ▬                      | Izrael                  | 0,919                                    | ▲ 0,25%             |
| 23                                       | ▲ (4)                  | Malta                   | 0,918                                    | ▲ 0,58%             |
| 23                                       | ▲ (1)                  | Slovinsko               | 0,918                                    | ▲ 0,28%             |
| 25                                       | ▼ (3)                  | Rakousko                | 0,916                                    | ▲ 0,14%             |
| 26                                       | ▲ (9)                  | Spojené arabské emiráty | 0,911                                    | ▲ 0,80%             |
| 27                                       | ▬                      | Španělsko               | 0,905                                    | ▲ 0,38%             |
| 28                                       | ▼ (3)                  | Francie                 | 0,903                                    | ▲ 0,27%             |
| 29                                       | ▲ (3)                  | Kypr                    | 0,896                                    | ▲ 0,41%             |
| 30                                       | ▼ (1)                  | Itálie                  | 0,895                                    | ▲ 0,13%             |
| 31                                       | ▼ (2)                  | Estonsko                | 0,890                                    | ▲ 0,30%             |
| 32                                       | ▼ (6)                  | Česko                   | 0,889                                    | ▲ 0,20%             |
| 33                                       | ▼ (2)                  | Řecko                   | 0,887                                    | ▲ 0,19%             |
| 34                                       | ▼ (1)                  | Polsko                  | 0,876                                    | ▲ 0,37%             |
| 35                                       | ▲ (3)                  | Bahrajn                 | 0,875                                    | ▲ 0,73%             |
| 35                                       | ▲ (1)                  | Litva                   | 0,875                                    | ▲ 0,35%             |
| 35                                       | ▲ (2)                  | Saúdská Arábie          | 0,875                                    | ▲ 0,64%             |
| 38                                       | ▲ (2)                  | Portugalsko             | 0,866                                    | ▲ 0,40%             |
| 39                                       | ▲ (1)                  | Lotyšsko                | 0,863                                    | ▲ 0,42%             |
| 40                                       | ▼ (6)                  | Andorra                 | 0,858                                    | ▲ 0,11%             |
| 40                                       | ▲ (5)                  | Chorvatsko              | 0,858                                    | ▲ 0,40%             |
| 42                                       | ▲ (1)                  | Chile                   | 0,855                                    | ▲ 0,46%             |
| 42                                       | ▲ (1)                  | Katar                   | 0,855                                    | ▲ 0,23%             |
| 44                                       | NA                     | San Marino              | 0,853                                    | NA                  |
| 45                                       | ▼ (5)                  | Slovensko               | 0,848                                    | ▲ 0,09%             |
| 46                                       | ▲ (1)                  | Maďarsko                | 0,846                                    | ▲ 0,20%             |
| 47                                       | ▼ (4)                  | Argentina               | 0,842                                    | ▲ 0,09%             |
| 48                                       | ▲ (6)                  | Turecko                 | 0,838                                    | ▲ 1,03%             |
| 49                                       | ▲ (3)                  | Černá Hora              | 0,832                                    | ▲ 0,27%             |
| 50                                       | ▼ (1)                  | Kuvajt                  | 0,831                                    | ▲ 0,20%             |
| 51                                       | ▼ (3)                  | Brunej                  | 0,829                                    | ▲ 0,01%             |
| 52                                       | ▼ (2)                  | Rusko                   | 0,822                                    | ▲ 0,29%             |
| 53                                       | ▼ (4)                  | Rumunsko                | 0,821                                    | ▲ 0,16%             |
| 54                                       | ▼ (3)                  | Omán                    | 0,816                                    | ▲ 0,32%             |
| 55                                       | ▼ (2)                  | Bahamy                  | 0,812                                    | ▬ 0.00%             |
| 56                                       | ▲ (4)                  | Kazachstán              | 0,811                                    | ▲ 0,51%             |
| 57                                       | ▼ (2)                  | Trinidad a Tobago       | 0,810                                    | ▲ 0,23%             |
| 58                                       | ▲ (4)                  | Kostarika               | 0,809                                    | ▲ 0,43%             |
| 58                                       | ▬                      | Uruguay                 | 0,809                                    | ▲ 0,25%             |
| 60                                       | ▼ (3)                  | Bělorusko               | 0,808                                    | ▲ 0,21%             |
| 61                                       | ▬                      | Panama                  | 0,805                                    | ▲ 0,37%             |
| 62                                       | ▲ (1)                  | Malajsie                | 0,803                                    | ▲ 0,39%             |
| 63                                       | ▲ (7)                  | Gruzie                  | 0,802                                    | ▲ 0,50%             |
| 63                                       | ▲ (2)                  | Mauricius               | 0,802                                    | ▲ 0,55%             |
| 63                                       | ▲ (4)                  | Srbsko                  | 0,802                                    | ▲ 0,41%             |
| 66                                       | ▲ (6)                  | Thajsko                 | 0,800                                    | ▲ 0,75%             |

### Vysoký
| Pořadí                                   | Pořadí                 | Stát                      | HDI                                      | HDI                 |
| Data z roku 2021 (ze zprávy za rok 2022) | Změna oproti roku 2015 | Stát                      | Data z roku 2021 (ze zprávy za rok 2022) | Průměrný roční růst |
| ---------------------------------------- | ---------------------- | ------------------------- | ---------------------------------------- | ------------------- |
| 67                                       | ▼ (2)                  | Albánie                   | 0.796                                    | ▲ 0.49%             |
| 68                                       | ▼ (9)                  | Bulharsko                 | 0.795                                    | ▲ 0.06%             |
| 68                                       | ▲ (2)                  | Grenada                   | 0.795                                    | ▲ 0.15%             |
| 70                                       | ▼ (2)                  | Barbados                  | 0.790                                    | ▲ 0.02%             |
| 71                                       | ▼ (3)                  | Antigua a Barbuda         | 0.788                                    | ▼ 0.02%             |
| 72                                       | ▼ (8)                  | Seychely                  | 0.785                                    | ▲ 0.10%             |
| 73                                       | ▲ (9)                  | Srí Lanka                 | 0.782                                    | ▲ 0.54%             |
| 74                                       | ▲ (10)                 | Bosna a Hercegovina       | 0.780                                    | ▲ 0.67%             |
| 75                                       | ▲ (2)                  | Svatý Kryštof a Nevis     | 0.777                                    | ▲ 0.21%             |
| 76                                       | ▼ (2)                  | Írán                      | 0.774                                    | ▲ 0.35%             |
| 77                                       | ▼ (2)                  | Ukrajina                  | 0.773                                    | ▲ 0.11%             |
| 78                                       | ▲ (5)                  | Severní Makedonie         | 0.762                                    | ▲ 0.39%             |
| 79                                       | ▲ (19)                 | Čína                      | 0.768                                    | ▲ 0.97%             |
| 80                                       | ▲ (16)                 | Dominikánská republika    | 0.767                                    | ▲ 0.73%             |
| 80                                       | ▲ (9)                  | Moldavsko                 | 0.767                                    | ▲ 0.45%             |
| 80                                       | ▼ (7)                  | Palau                     | 0.767                                    | ▼ 0.07%             |
| 83                                       | ▼ (7)                  | Kuba                      | 0.764                                    | ▼ 0.19%             |
| 84                                       | ▲ (1)                  | Peru                      | 0.762                                    | ▲ 0.45%             |
| 85                                       | ▼ (5)                  | Arménie                   | 0.759                                    | ▲ 0.16%             |
| 86                                       | ▼ (8)                  | Mexiko                    | 0.758                                    | ▲ 0.15%             |
| 87                                       | ▲ (1)                  | Brazílie                  | 0.754                                    | ▲ 0.38%             |
| 88                                       | ▼ (1)                  | Kolumbie                  | 0.752                                    | ▲ 0.32%             |
| 89                                       | ▼ (4)                  | Svatý Vincenc a Grenadiny | 0.751                                    | ▲ 0.21%             |
| 90                                       | ▲ (6)                  | Maledivy                  | 0.747                                    | ▲ 0.75%             |
| 91                                       | ▲ (2)                  | Alžírsko                  | 0.745                                    | ▲ 0.30%             |
| 91                                       | ▼ (1)                  | Ázerbájdžán               | 0.745                                    | ▲ 0.22%             |
| 91                                       | ▲ (10)                 | Tonga                     | 0.745                                    | ▲ 0.40%             |
| 91                                       | ▲ (2)                  | Turkmenistán              | 0.745                                    | ▲ 0.43%             |
| 95                                       | ▼ (14)                 | Ekvádor                   | 0.740                                    | ▲ 0.05%             |
| 96                                       | ▲ (4)                  | Mongolsko                 | 0.739                                    | ▲ 0.48%             |
| 97                                       | ▲ (3)                  | Egypt                     | 0.731                                    | ▲ 0.73%             |
| 97                                       | ▲ (1)                  | Tunisko                   | 0.731                                    | ▲ 0.14%             |
| 99                                       | ▲ (3)                  | Fidži                     | 0.730                                    | ▲ 0.20%             |
| 99                                       | ▼ (7)                  | Surinam                   | 0.730                                    | ▲ 0.09%             |
| 101                                      | ▲ (11)                 | Uzbekistán                | 0.727                                    | ▲ 0.70%             |
| 102                                      | ▲ (11)                 | Dominika                  | 0.720                                    | ▲ 0.11%             |
| 102                                      | ▲ (2)                  | Jordánsko                 | 0.720                                    | ▼ 0.06%             |
| 104                                      | ▲ (10)                 | Libye                     | 0.718                                    | ▼ 0.26%             |
| 105                                      | ▼ (2)                  | Paraguay                  | 0.717                                    | ▲ 0.42%             |
| 106                                      | ▲ (2)                  | Palestina                 | 0.715                                    | ▲ 0.36%             |
| 106                                      | ▼ (11)                 | Svatá Lucie               | 0.715                                    | ▼ 0.16%             |
| 108                                      | ▲ (12)                 | Guyana                    | 0.714                                    | ▲ 0.77%             |
| 109                                      | ▼ (4)                  | Jižní Afrika              | 0.713                                    | ▲ 0.50%             |
| 110                                      | ▼ (3)                  | Jamajka                   | 0.709                                    | ▲ 0.06%             |
| 111                                      | ▼ (6)                  | Samoa                     | 0.707                                    | ▼ 0.08%             |
| 112                                      | ▲ (2)                  | Gabon                     | 0.706                                    | ▲ 0.56%             |
| 112                                      | ▼ (21)                 | Libanon                   | 0.706                                    | ▼ 0.79%             |
| 114                                      | ▲ (3)                  | Indonésie                 | 0.705                                    | ▲ 0.55%             |
| 115                                      | ▲ (5)                  | Vietnam                   | 0.703                                    | ▲ 0.53%             |

### Střední
| Pořadí                                   | Pořadí                 | Stát                         | HDI                                      | HDI                 |
| Data z roku 2021 (ze zprávy za rok 2022) | Změna oproti roku 2015 | Stát                         | Data z roku 2021 (ze zprávy za rok 2022) | Průměrný roční růst |
| ---------------------------------------- | ---------------------- | ---------------------------- | ---------------------------------------- | ------------------- |
| 116                                      | ▬                      | Filipíny                     | 0.699                                    | ▲ 0.33%             |
| 117                                      | ▼ (6)                  | Botswana                     | 0.693                                    | ▲ 0.44%             |
| 118                                      | ▬                      | Bolívie                      | 0.692                                    | ▲ 0.40%             |
| 118                                      | ▬                      | Kyrgyzstán                   | 0.692                                    | ▲ 0.38%             |
| 120                                      | ▼ (41)                 | Venezuela                    | 0.691                                    | ▼ 0.80%             |
| 121                                      | ▲ (1)                  | Irák                         | 0.686                                    | ▲ 0.63%             |
| 122                                      | ▲ (3)                  | Tádžikistán                  | 0.685                                    | ▲ 0.68%             |
| 123                                      | ▼ (14)                 | Belize                       | 0.683                                    | ▼ 0.31%             |
| 123                                      | ▲ (3)                  | Maroko                       | 0.683                                    | ▲ 1.14%             |
| 125                                      | ▼ (2)                  | Salvador                     | 0.675                                    | ▲ 0.22%             |
| 126                                      | ▲ (1)                  | Nikaragua                    | 0.667                                    | ▲ 0.76%             |
| 127                                      | ▲ (6)                  | Bhútán                       | 0.666                                    | ▲ 1.25%             |
| 128                                      | ▼ (4)                  | Kapverdy                     | 0.662                                    | ▲ 0.25%             |
| 129                                      | ▲ (11)                 | Bangladéš                    | 0.661                                    | ▲ 1.64%             |
| 130                                      | ▼ (2)                  | Tuvalu                       | 0.641                                    | ▲ 0.36%             |
| 131                                      | ▼ (1)                  | Marshallovy ostrovy          | 0.639                                    | NA                  |
| 132                                      | ▼ (1)                  | Indie                        | 0.633                                    | ▲ 0.88%             |
| 133                                      | ▲ (5)                  | Ghana                        | 0.632                                    | ▲ 0.88%             |
| 134                                      | ▬                      | Mikronésie                   | 0.628                                    | ▲ 0.04%             |
| 135                                      | ▼ (6)                  | Guatemala                    | 0.627                                    | ▲ 0.33%             |
| 136                                      | ▼ (1)                  | Kiribati                     | 0.624                                    | ▲ 0.53%             |
| 137                                      | ▬                      | Honduras                     | 0.621                                    | ▲ 0.36%             |
| 138                                      | ▲ (4)                  | Svatý Tomáš a Princův ostrov | 0.618                                    | ▲ 1.00%             |
| 139                                      | ▼ (7)                  | Namibie                      | 0.624                                    | ▲ 0.46%             |
| 140                                      | ▲ (1)                  | Laos                         | 0.607                                    | ▲ 0.88%             |
| 140                                      | ▼ (4)                  | Východní Timor               | 0.607                                    | ▼ 0.18%             |
| 140                                      | ▲ (3)                  | Vanuatu                      | 0.607                                    | ▲ 0.24%             |
| 143                                      | ▲ (4)                  | Nepál                        | 0.602                                    | ▲ 0.94%             |
| 144                                      | ▼ (4)                  | Svazijsko                    | 0.597                                    | ▲ 1.57%             |
| 145                                      | ▼ (6)                  | Rovníková Guinea             | 0.596                                    | ▲ 0.26%             |
| 146                                      | ▲ (3)                  | Kambodža                     | 0.593                                    | ▲ 0.85%             |
| 146                                      | ▼ (1)                  | Zimbabwe                     | 0.593                                    | ▲ 1.34%             |
| 148                                      | ▼ (3)                  | Angola                       | 0.586                                    | ▲ 1.27%             |
| 149                                      | ▲ (1)                  | Myanmar (Barma)              | 0.585                                    | ▲ 1.26%             |
| 150                                      | ▲ (5)                  | Sýrie                        | 0.577                                    | ▼ 1.21%             |
| 151                                      | ▲ (2)                  | Kamerun                      | 0.576                                    | ▲ 1.06%             |
| 152                                      | ▬                      | Keňa                         | 0.575                                    | ▲ 0.49%             |
| 153                                      | ▼ (9)                  | Konžská republika            | 0.571                                    | ▲ 0.16%             |
| 154                                      | ▼ (4)                  | Zambie                       | 0.565                                    | ▲ 0.60%             |
| 155                                      | ▼ (1)                  | Šalomounovy ostrovy          | 0.564                                    | ▲ 0.23%             |
| 156                                      | ▬                      | Komory                       | 0.558                                    | ▲ 0.64%             |
| 156                                      | ▲ (2)                  | Papua Nová Guinea            | 0.558                                    | ▲ 1.02%             |
| 158                                      | ▼ (2)                  | Mauritánie                   | 0.556                                    | ▲ 0.79%             |
| 159                                      | ▲ (8)                  | Pobřeží slonoviny            | 0.550                                    | ▲ 1.38%             |

### Nízký
| Pořadí           | Pořadí                          | Stát                           | HDI              | HDI                 |
| Údaj za rok 2022 | Změna oproti údajům z roku 2015 | Stát                           | Údaj za rok 2022 | Průměrný roční růst |
| ---------------- | ------------------------------- | ------------------------------ | ---------------- | ------------------- |
| 160              | ▲ (2)                           | Tanzanie                       | 0.549            | ▲ 0.98%             |
| 161              | ▼ (2)                           | Pákistán                       | 0.544            | ▲ 0.68%             |
| 162              | ▲ (4)                           | Togo                           | 0.539            | ▲ 1.12%             |
| 163              | ▼ (3)                           | Haiti                          | 0.535            | ▲ 1.94%             |
| 163              | ▲ (1)                           | Nigérie                        | 0.535            | ▲ 0.95%             |
| 165              | ▬                               | Rwanda                         | 0.534            | ▲ 0.80%             |
| 166              | ▼ (6)                           | Benin                          | 0.525            | ▲ 0.59%             |
| 166              | ▼ (3)                           | Uganda                         | 0.525            | ▲ 0.41%             |
| 168              | ▲ (3)                           | Lesotho                        | 0.514            | ▲ 0.88%             |
| 169              | ▲ (4)                           | Malawi                         | 0.512            | ▲ 1.06%             |
| 170              | ▼ (1)                           | Senegal                        | 0.511            | ▲ 0.80%             |
| 171              | ▲ (1)                           | Džibutsko                      | 0.509            | ▲ 0.96%             |
| 172              | ▼ (4)                           | Súdán                          | 0.508            | ▲ 0.40%             |
| 173              | ▼ (3)                           | Madagaskar                     | 0.501            | ▲ 0.16%             |
| 174              | ▲ (1)                           | Gambie                         | 0.500            | ▲ 0.76%             |
| 175              | ▲ (6)                           | Etiopie                        | 0.498            | ▲ 1.74%             |
| 176              | ▼ (2)                           | Eritrea                        | 0.492            | ▲ 0.55%             |
| 177              | ▲ (2)                           | Guinea-Bissau                  | 0.483            | ▲ 0.79%             |
| 178              | ▬                               | Libérie                        | 0.481            | ▲ 0.41%             |
| 179              | ▲ (1)                           | Konžská demokratická republika | 0.479            | ▲ 1.01%             |
| 180              | ▼ (5)                           | Afghánistán                    | 0.478            | ▲ 0.59%             |
| 181              | ▲ (1)                           | Sierra Leone                   | 0.477            | ▲ 0.59%             |
| 182              | ▲ (1)                           | Guinea                         | 0.465            | ▲ 1.04%             |
| 183              | ▼ (6)                           | Jemen                          | 0.455            | ▼ 1.03%             |
| 184              | ▲ (2)                           | Burkina Faso                   | 0.449            | ▲ 1.72%             |
| 185              | ▼ (2)                           | Mosambik                       | 0.446            | ▲ 0.95%             |
| 186              | ▲ (1)                           | Mali                           | 0.428            | ▲ 0.53%             |
| 187              | ▼ (2)                           | Burundi                        | 0.426            | ▲ 0.46%             |
| 188              | ▲ (2)                           | Středoafrická republika        | 0.404            | ▲ 0.75%             |
| 189              | ▲ (2)                           | Niger                          | 0.400            | ▲ 1.54%             |
| 190              | ▼ (1)                           | Čad                            | 0.394            | ▲ 1.54%             |
| 191              | ▼ (3)                           | Jižní Súdán                    | 0.385            | ▼ 1.00%             |

## Seznam státu podle kontinentů

### Afrika
| Pořadí       | Stát         | HDI              | HDI          |
| Pořadí       | Stát         | Údaj za rok 2022 |              |
| Velmi Vysoký | Velmi Vysoký | Velmi Vysoký     | Velmi Vysoký |
| ------------ | ------------ | ---------------- | ------------ |
| 1            | Mauricius    | 0.802            |              |
| Vysoký       |              |                  |              |
| 2            | Seychely     | 0.785            |              |
| 3            | Alžírsko     | 0.745            |              |
| 4            | Tunisko      | 0.731            |              |
| 5            | Egypt        | 0.731            |              |
| 6            | Libye        | 0.718            |              |
| 7            | Jižní Afrika | 0.713            |              |
| 8            | Gabon        | 0.706            |              |
| Střední      |              |                  |              |
| 9            | Botswana     | 0.693            |              |
| 10           | Kapverdy     | 0.662            |              |

| Pořadí | Stát                    | HDI              | HDI   |
| Pořadí | Stát                    | Údaj za rok 2022 |       |
| Nízký  | Nízký                   | Nízký            | Nízký |
| ------ | ----------------------- | ---------------- | ----- |
| 1      | Jižní Súdán             | 0.385            |       |
| 2      | Čad                     | 0.394            |       |
| 3      | Niger                   | 0.400            |       |
| 4      | Středoafrická republika | 0.404            |       |
| 5      | Burundi                 | 0.426            |       |
| 6      | Mali                    | 0.428            |       |
| 7      | Mosambik                | 0.446            |       |
| 8      | Burkina Faso            | 0.449            |       |
| 9      | Guinea                  | 0.465            |       |
| 10     | Sierra Leone            | 0.477            |       |

### Severní Amerika
| Pořadí       | Stát                   | HDI              | HDI          |
| Pořadí       | Stát                   | Údaj za rok 2022 |              |
| Velmi vysoký | Velmi vysoký           | Velmi vysoký     | Velmi vysoký |
| ------------ | ---------------------- | ---------------- | ------------ |
| 1            | Spojené státy americké | 0.915            |              |
| 2            | Kanada                 | 0.913            |              |
| 3            | Bahamy                 | 0.812            |              |
| 4            | Trinidad a Tobago      | 0.810            |              |
| 9            | Kostarika              | 0.766            |              |
| 5            | Panama                 | 0.805            |              |
| Vysoký       |                        |                  |              |
| 6            | Barbados               | 0.790            |              |
| 6            | Antigua a Barbuda      | 0.788            |              |
| 8            | Dominikánská republika | 0.767            |              |
| 10           | Kuba                   | 0.764            |              |

| Pořadí  | Stát                      | HDI              | HDI   |
| Pořadí  | Stát                      | Údaj za rok 2022 |       |
| Nízký   | Nízký                     | Nízký            | Nízký |
| ------- | ------------------------- | ---------------- | ----- |
| 1       | Haiti                     | 0.535            |       |
| Střední |                           |                  |       |
| 2       | Honduras                  | 0.621            |       |
| 3       | Guatemala                 | 0.627            |       |
| 4       | Nikaragua                 | 0.667            |       |
| 5       | Salvador                  | 0.675            |       |
| 6       | Belize                    | 0.683            |       |
| Vysoký  |                           |                  |       |
| 7       | Jamajka                   | 0.709            |       |
| 8       | Dominika                  | 0.720            |       |
| 9       | Svatý Vincenc a Grenadiny | 0.751            |       |
| 10      | Mexiko                    | 0.758            |       |

### Jižní Amerika
| Pořadí       | Stát         | HDI              | HDI          |
| Pořadí       | Stát         | Údaj za rok 2014 |              |
| Velmi vysoký | Velmi vysoký | Velmi vysoký     | Velmi vysoký |
| ------------ | ------------ | ---------------- | ------------ |
| 1            | Argentina    | 0.836            |              |
| 2            | Chile        | 0.832            |              |
| Vysoký       |              |                  |              |
| 3            | Uruguay      | 0.793            |              |
| 4            | Venezuela    | 0.762            |              |
| 5            | Brazílie     | 0.755            |              |
| 6            | Peru         | 0.734            |              |
| 7            | Ekvádor      | 0.732            |              |
| 8            | Kolumbie     | 0.720            |              |
| 9            | Surinam      | 0.714            |              |
| Střední      |              |                  |              |
| 10           | Paraguay     | 0.679            |              |

| Pořadí  | Stát      | HDI              | HDI     |
| Pořadí  | Stát      | Údaj za rok 2014 |         |
| Střední | Střední   | Střední          | Střední |
| ------- | --------- | ---------------- | ------- |
| 1       | Guyana    | 0.636            |         |
| 2       | Bolívie   | 0.662            |         |
| 3       | Paraguay  | 0.679            |         |
| Vysoký  |           |                  |         |
| 4       | Surinam   | 0.714            |         |
| 5       | Kolumbie  | 0.720            |         |
| 6       | Ekvádor   | 0.732            |         |
| 7       | Peru      | 0.734            |         |
| 8       | Brazílie  | 0.755            |         |
| 9       | Venezuela | 0.762            |         |
| 10      | Uruguay   | 0.793            |         |

### Asie
| Pořadí       | Stát                    | HDI              | HDI          |
| Pořadí       | Stát                    | Údaj za rok 2014 |              |
| Velmi vysoký | Velmi vysoký            | Velmi vysoký     | Velmi vysoký |
| ------------ | ----------------------- | ---------------- | ------------ |
| 1            | Singapur                | 0.912            |              |
| 2            | Hongkong                | 0.910            |              |
| 3            | Jižní Korea             | 0.898            |              |
| 4            | Izrael                  | 0.894            |              |
| 5            | Japonsko                | 0.891            |              |
| 6            | Brunej                  | 0.856            |              |
| 7            | Kypr                    | 0.850            |              |
| 7            | Katar                   | 0.850            |              |
| 9            | Saúdská Arábie          | 0.837            |              |
| 10           | Spojené arabské emiráty | 0.835            |              |

| Pořadí  | Stát            | HDI              | HDI   |
| Pořadí  | Stát            | Údaj za rok 2014 |       |
| Nízký   | Nízký           | Nízký            | Nízký |
| ------- | --------------- | ---------------- | ----- |
| 1       | Afghánistán     | 0.465            |       |
| 2       | Jemen           | 0.498            |       |
| 3       | Myanmar (Barma) | 0.536            |       |
| 4       | Pákistán        | 0.538            |       |
| 5       | Nepál           | 0.548            |       |
| Střední |                 |                  |       |
| 6       | Kambodža        | 0.555            |       |
| 7       | Bangladéš       | 0.570            |       |
| 8       | Laos            | 0.575            |       |
| 9       | Sýrie           | 0.594            |       |
| 10      | Východní Timor  | 0.595            |       |

### Evropa
| Pořadí       | Stát               | HDI              | HDI          |
| Pořadí       | Stát               | Údaj za rok 2014 |              |
| Velmi vysoký | Velmi vysoký       | Velmi vysoký     | Velmi vysoký |
| ------------ | ------------------ | ---------------- | ------------ |
| 1            | Norsko             | 0.944            |              |
| 2            | Švýcarsko          | 0.930            |              |
| 3            | Dánsko             | 0.923            |              |
| 4            | Nizozemsko         | 0.922            |              |
| 5            | Německo            | 0.916            |              |
| 5            | Irsko              | 0.916            |              |
| 7            | Lichtenštejnsko    | 0.908            |              |
| 8            | Švédsko            | 0.907            |              |
| 8            | Spojené království | 0.907            |              |
| 10           | Island             | 0.899            |              |

| Pořadí  | Stát                | HDI              | HDI     |
| Pořadí  | Stát                | Údaj za rok 2014 |         |
| Střední | Střední             | Střední          | Střední |
| ------- | ------------------- | ---------------- | ------- |
| 1       | Moldavsko           | 0.693            |         |
| Vysoký  |                     |                  |         |
| 2       | Bosna a Hercegovina | 0.733            |         |
| 2       | Arménie             | 0.733            |         |
| 2       | Albánie             | 0.733            |         |
| 5       | Ukrajina            | 0.747            |         |
| 5       | Severní Makedonie   | 0.747            |         |
| 7       | Ázerbájdžán         | 0.751            |         |
| 8       | Gruzie              | 0.754            |         |
| 9       | Turecko             | 0.761            |         |
| 10      | Srbsko              | 0.771            |         |

### Austrálie a Oceánie
| Pořadí       | Stát                | HDI              | HDI          |
| Pořadí       | Stát                | Údaj za rok 2014 |              |
| Velmi vysoký | Velmi vysoký        | Velmi vysoký     | Velmi vysoký |
| ------------ | ------------------- | ---------------- | ------------ |
| 1            | Austrálie           | 0.935            |              |
| 2            | Nový Zéland         | 0.913            |              |
| Vysoký       |                     |                  |              |
| 3            | Palau               | 0.780            |              |
| 4            | Fidži               | 0.727            |              |
| 5            | Tonga               | 0.717            |              |
| 6            | Samoa               | 0.702            |              |
| Střední      |                     |                  |              |
| 7            | Mikronésie          | 0.640            |              |
| 8            | Vanuatu             | 0.594            |              |
| 9            | Kiribati            | 0.590            |              |
| Nízký        |                     |                  |              |
| 10           | Šalomounovy ostrovy | 0.506            |              |

| Pořadí       | Stát                | HDI              | HDI   |
| Pořadí       | Stát                | Údaj za rok 2014 |       |
| Nízký        | Nízký               | Nízký            | Nízký |
| ------------ | ------------------- | ---------------- | ----- |
| 1            | Papua Nová Guinea   | 0.505            |       |
| 2            | Šalomounovy ostrovy | 0.506            |       |
| Střední      |                     |                  |       |
| 3            | Kiribati            | 0.590            |       |
| 4            | Vanuatu             | 0.594            |       |
| 5            | Mikronésie          | 0.640            |       |
| Vysoký       |                     |                  |       |
| 6            | Samoa               | 0.702            |       |
| 7            | Tonga               | 0.717            |       |
| 8            | Fidži               | 0.727            |       |
| 9            | Palau               | 0.780            |       |
| Velmi vysoký |                     |                  |       |
| 10           | Nový Zéland         | 0.913            |       |

## Seznam podle regionů

### Evropská unie
| Pořadí       | Stát               | HDI              | HDI          |
| Pořadí       | Stát               | Údaj za rok 2014 |              |
| Velmi vysoký | Velmi vysoký       | Velmi vysoký     | Velmi vysoký |
| ------------ | ------------------ | ---------------- | ------------ |
| 1            | Dánsko             | 0.923            |              |
| 2            | Nizozemsko         | 0.922            |              |
| 3            | Německo            | 0.916            |              |
| 3            | Irsko              | 0.916            |              |
| 5            | Švédsko            | 0.907            |              |
| 5            | Spojené království | 0.907            |              |
| 7            | Lucembursko        | 0.892            |              |
| 8            | Belgie             | 0.866            |              |
| 9            | Francie            | 0.888            |              |
| 10           | Rakousko           | 0.885            |              |

| Pořadí       | Stát        | HDI              | HDI    |
| Pořadí       | Stát        | Údaj za rok 2014 |        |
| Vysoký       | Vysoký      | Vysoký           | Vysoký |
| ------------ | ----------- | ---------------- | ------ |
| 1            | Bulharsko   | 0.782            |        |
| 2            | Rumunsko    | 0.793            |        |
| Velmi vysoký |             |                  |        |
| 3            | Chorvatsko  | 0.818            |        |
| 4            | Lotyšsko    | 0.819            |        |
| 5            | Maďarsko    | 0.828            |        |
| 6            | Portugalsko | 0.830            |        |
| 7            | Malta       | 0.839            |        |
| 7            | Litva       | 0.839            |        |
| 9            | Polsko      | 0.843            |        |
| 10           | Slovensko   | 0.844            |        |

### Liga arabských států
| Pořadí       | Stát                    | HDI              | HDI          |
| Pořadí       | Stát                    | Údaj za rok 2014 |              |
| Velmi vysoký | Velmi vysoký            | Velmi vysoký     | Velmi vysoký |
| ------------ | ----------------------- | ---------------- | ------------ |
| 1            | Katar                   | 0.850            |              |
| 2            | Saúdská Arábie          | 0.837            |              |
| 3            | Spojené arabské emiráty | 0.835            |              |
| 4            | Bahrajn                 | 0.824            |              |
| 5            | Kuvajt                  | 0.816            |              |
| Vysoký       |                         |                  |              |
| 6            | Omán                    | 0.793            |              |
| 7            | Libanon                 | 0.769            |              |
| 8            | Jordánsko               | 0.748            |              |
| 9            | Alžírsko                | 0.736            |              |
| 10           | Libye                   | 0.724            |              |

| Pořadí  | Stát       | HDI              | HDI   |
| Pořadí  | Stát       | Údaj za rok 2014 |       |
| Nízký   | Nízký      | Nízký            | Nízký |
| ------- | ---------- | ---------------- | ----- |
| 1       | Džibutsko  | 0.470            |       |
| 2       | Súdán      | 0.479            |       |
| 3       | Jemen      | 0.498            |       |
| 4       | Komory     | 0.503            |       |
| 5       | Mauritánie | 0.506            |       |
| Střední |            |                  |       |
| 6       | Sýrie      | 0.594            |       |
| 7       | Maroko     | 0.628            |       |
| 8       | Irák       | 0.654            |       |
| 9       | Palestina  | 0.677            |       |
| 10      | Egypt      | 0.690            |       |

### Východní Asie a Tichomoří
| Pořadí       | Stát         | HDI              | HDI          |
| Pořadí       | Stát         | Údaj za rok 2014 |              |
| Velmi vysoký | Velmi vysoký | Velmi vysoký     | Velmi vysoký |
| ------------ | ------------ | ---------------- | ------------ |
| 1            | Austrálie    | 0.935            |              |
| 2            | Nový Zéland  | 0.913            |              |
| 3            | Singapur     | 0.912            |              |
| 4            | Hongkong     | 0.910            |              |
| 5            | Jižní Korea  | 0.898            |              |
| 6            | Japonsko     | 0.891            |              |
| 7            | Brunej       | 0.856            |              |
| Vysoký       |              |                  |              |
| 8            | Palau        | 0.780            |              |
| 9            | Malajsie     | 0.779            |              |
| 10           | Čína         | 0.727            |              |
| 10           | Mongolsko    | 0.727            |              |

| Pořadí  | Stát                | HDI              | HDI   |
| Pořadí  | Stát                | Údaj za rok 2014 |       |
| Nízký   | Nízký               | Nízký            | Nízký |
| ------- | ------------------- | ---------------- | ----- |
| 1       | Papua Nová Guinea   | 0.505            |       |
| 2       | Šalomounovy ostrovy | 0.506            |       |
| 3       | Myanmar (Barma)     | 0.536            |       |
| Střední |                     |                  |       |
| 4       | Kambodža            | 0.555            |       |
| 5       | Laos                | 0.575            |       |
| 6       | Kiribati            | 0.590            |       |
| 7       | Vanuatu             | 0.594            |       |
| 8       | Východní Timor      | 0.595            |       |
| 9       | Mikronésie          | 0.640            |       |
| 10      | Vietnam             | 0.666            |       |

### Latinská Amerika
| 1      | Argentina | 0.836 |
| 2      | Chile     | 0.832 |
| Vysoký |           |       |
| 3      | Uruguay   | 0.793 |
| 4      | Panama    | 0.780 |
| 5      | Kuba      | 0.769 |
| 6      | Kostarika | 0.766 |
| 7      | Venezuela | 0.762 |
| 8      | Mexiko    | 0.756 |
| 9      | Brazílie  | 0.755 |
| 10     | Peru      | 0.734 |

| Pořadí  | Stát                   | HDI              | HDI |
| Pořadí  | Stát                   | Údaj za rok 2014 |     |
| Nízký   | Nízký                  | Nízký            |     |
| ------- | ---------------------- | ---------------- | --- |
| 1       | Haiti                  | 0.483            |     |
| Střední |                        |                  |     |
| 2       | Honduras               | 0.606            |     |
| 3       | Guatemala              | 0.627            |     |
| 4       | Nikaragua              | 0.631            |     |
| 5       | Bolívie                | 0.662            |     |
| 6       | Salvador               | 0.666            |     |
| 7       | Paraguay               | 0.679            |     |
| Vysoký  |                        |                  |     |
| 8       | Dominikánská republika | 0.715            |     |
| 9       | Kolumbie               | 0.720            |     |
| 10      | Ekvádor                | 0.732            |     |

### Blízký východ a Severní Afrika
| Pořadí       | Stát                    | HDI              | HDI          |
| Pořadí       | Stát                    | Údaj za rok 2014 |              |
| Velmi vysoký | Velmi vysoký            | Velmi vysoký     | Velmi vysoký |
| ------------ | ----------------------- | ---------------- | ------------ |
| 1            | Izrael                  | 0.894            |              |
| 2            | Kypr                    | 0.850            |              |
| 2            | Katar                   | 0.850            |              |
| 4            | Saúdská Arábie          | 0.837            |              |
| 5            | Spojené arabské emiráty | 0.835            |              |
| 6            | Bahrajn                 | 0.824            |              |
| 7            | Kuvajt                  | 0.816            |              |
| Vysoký       |                         |                  |              |
| 8            | Omán                    | 0.793            |              |
| 9            | Libanon                 | 0.769            |              |
| 10           | Írán                    | 0.766            |              |

| Pořadí  | Stát       | HDI              | HDI   |
| Pořadí  | Stát       | Údaj za rok 2014 |       |
| Nízký   | Nízký      | Nízký            | Nízký |
| ------- | ---------- | ---------------- | ----- |
| 1       | Džibutsko  | 0.379            |       |
| 2       | Súdán      | 0.439            |       |
| 3       | Jemen      | 0.567            |       |
| 4       | Mauritánie | 0.589            |       |
| Střední |            |                  |       |
| 5       | Egypt      | 0.620            |       |
| Vysoký  |            |                  |       |
| 6       | Alžírsko   | 0.677            |       |
| 7       | Turecko    | 0.679            |       |
| 8       | Jordánsko  | 0.681            |       |
| 9       | Tunisko    | 0.683            |       |
| 10      | Írán       | 0.702            |       |

## HDI podle regionů a skupin států
| Region / Skupina              | HDI za rok 2014 (odhad z roku 2015) | HDI za rok 2013 (odhad z roku 2014) |
| Velmi vysoký                  | Velmi vysoký                        | Velmi vysoký                        |
| ----------------------------- | ----------------------------------- | ----------------------------------- |
| Země s velmi vysokým HDI      | 0.890                               | 0.905                               |
| OECD                          | 0.874                               | 0.887                               |
| Vysoký                        |                                     |                                     |
| Latinská Amerika a Karibik    | 0.740                               | 0.741                               |
| Evropa a Střední Asie         | 0.738                               | 0.771                               |
| Země s vysokým HDI            | 0.735                               | 0.758                               |
| Východní Asie a Tichomoří     | 0.703 ▲                             | 0.683                               |
| Svět celkem                   | 0.702 ▲                             | 0.694                               |
| Střední                       |                                     |                                     |
| Arabský svět                  | 0.682 ▲                             | 0.652                               |
| Malé ostrovní rozvojové státy | 0.665 ▲                             | 0.648                               |
| Země se středním HDI          | 0.614                               | 0.640                               |
| Jižní Asie                    | 0.588 ▲                             | 0.558                               |
| Nízký                         |                                     |                                     |
| Subsaharská Afrika            | 0.502 ▲                             | 0.475                               |
| Země s nízkým HDI             | 0.493 ▲                             | 0.466                               |
| Nejméně rozvinuté země        | 0.487 ▲                             | 0.449                               |

## Země chybějící v poslední zprávě o HDI
* spočítáno UNDP (Rozvojovým programem OSN)
| Rok          | Rok          | Stát                | HDI          | Pořadí       | Zdroj        |
| Zveřejněno   | K datu       | Stát                | HDI          | Pořadí       | Zdroj        |
| Velmi vysoký | Velmi vysoký | Velmi vysoký        | Velmi vysoký | Velmi vysoký | Velmi vysoký |
| ------------ | ------------ | ------------------- | ------------ | ------------ | ------------ |
| 2016         | 2014         | Monako              | 1.088        | 1            | [ 4 ]        |
| 2016         | 2014         | San Marino          | 0.921        | 7            | [ 4 ]        |
| Vysoký       |              |                     |              |              |              |
| 2016         | 2014         | Nauru               | 0.704        | 152          | [ 4 ]        |
| Střední      |              |                     |              |              |              |
| 2016         | 2014         | Marshallovy ostrovy | 0.645        | 173          | [ 4 ]        |
| 2016         | 2014         | Tuvalu              | 0.581        | 191          | [ 4 ]        |
| 2016         | 2014         | Severní Korea       | 0.564        | 195          | [ 4 ]        |
| Nízký        |              |                     |              |              |              |
| 2016         | 2014         | Somálsko            | 0.349        | 244          | [ 4 ]        |

| Rok          | Rok          | Stát                            | HDI          | Pořadí       | Zdroj        |
| Zveřejněno   | K datu       | Stát                            | HDI          | Pořadí       | Zdroj        |
| Velmi vysoký | Velmi vysoký | Velmi vysoký                    | Velmi vysoký | Velmi vysoký | Velmi vysoký |
| ------------ | ------------ | ------------------------------- | ------------ | ------------ | ------------ |
| 2016         | 2014         | Macao                           | 0.894        | 18           | [ p 1 ]      |
| 2009         | 2007         | Tchaj-wan                       | 0.882        | 21           | [ p 2 ]      |
| 2016         | 2014         | Bermudy                         | 0.901        | 19           | [ 4 ]        |
| 2016         | 2014         | Jersey                          | 0.900        | 20           | [ 4 ]        |
| 2016         | 2014         | Guernsey                        | 0.896        | 23           | [ 4 ]        |
| 2016         | 2014         | Man                             | 0.893        | 26           | [ 4 ]        |
| 2016         | 2014         | Kajmanské ostrovy               | 0.887        | 31           | [ 4 ]        |
| 2016         | 2014         | Martinik                        | 0.884        | 33           | [ 4 ]        |
| 2016         | 2014         | Svatý Bartoloměj                | 0.876        | 39           | [ 4 ]        |
| 2016         | 2014         | Gibraltar                       | 0.873        | 41           | [ 4 ]        |
| 2016         | 2014         | Faerské ostrovy                 | 0.872        | 42           | [ 4 ]        |
| 2016         | 2014         | Vatikán                         | 0.864        | 44           | [ 4 ]        |
| 2016         | 2014         | Nová Kaledonie                  | 0.861        | 45           | [ 4 ]        |
| 2016         | 2014         | Saint Pierre a Miquelon         | 0.861        | 47           | [ 4 ]        |
| 2016         | 2014         | Americké Panenské ostrovy       | 0.851        | 49           | [ 4 ]        |
| 2016         | 2014         | Guam                            | 0.849        | 52           | [ 4 ]        |
| 2016         | 2014         | Falklandy                       | 0.846        | 53           | [ 4 ]        |
| 2016         | 2014         | Svatý Eustach                   | 0.842        | 58           | [ 4 ]        |
| 2016         | 2014         | Guadeloupe                      | 0.841        | 59           | [ 4 ]        |
| 2016         | 2014         | Aruba                           | 0.839        | 61           | [ 4 ]        |
| 2016         | 2014         | Portoriko                       | 0.838        | 62           | [ 4 ]        |
| 2016         | 2014         | Saba                            | 0.831        | 67           | [ 4 ]        |
| 2016         | 2014         | Svatý Martin (nizozemská část)  | 0.830        | 69           | [ 4 ]        |
| 2016         | 2014         | Kokosové ostrovy                | 0.829        | 70           | [ 4 ]        |
| 2016         | 2014         | Turks a Caicos                  | 0.826        | 72           | [ 4 ]        |
| 2016         | 2014         | Curaçao                         | 0.825        | 73           | [ 4 ]        |
| 2016         | 2014         | Bonaire                         | 0.823        | 75           | [ 4 ]        |
| 2016         | 2014         | Svatý Martin (francouzská část) | 0.821        | 76           | [ 4 ]        |
| 2016         | 2014         | Réunion                         | 0.818        | 78           | [ 4 ]        |
| 2016         | 2014         | Francouzská Guyana              | 0.816        | 80           | [ 4 ]        |
| 2016         | 2014         | Anguilla                        | 0.809        | 82           | [ 4 ]        |
| 2016         | 2014         | Grónsko                         | 0.808        | 83           | [ 4 ]        |
| 2016         | 2014         | Britské Panenské ostrovy        | 0.808        | 84           | [ 4 ]        |
| 2016         | 2014         | Norfolk                         | 0.805        | 85           | [ 4 ]        |
| Vysoký       |              |                                 |              |              |              |
| 2015         | 2015         | Kosovo*                         | 0.714        | 103          | [ 7 ]        |
| 2016         | 2014         | Vánoční ostrov                  | 0.797        | 89           | [ 4 ]        |
| 2016         | 2014         | Francouzská Polynésie           | 0.797        | 90           | [ 4 ]        |
| 2016         | 2014         | Severní Mariany                 | 0.796        | 91           | [ 4 ]        |
| 2016         | 2014         | Cookovy ostrovy                 | 0.742        | 124          | [ 4 ]        |
| 2016         | 2014         | Wallis a Futuna                 | 0.734        | 127          | [ 4 ]        |
| 2016         | 2014         | Americká Samoa                  | 0.734        | 128          | [ 4 ]        |
| 2016         | 2014         | Montserrat                      | 0.731        | 133          | [ 4 ]        |
| 2016         | 2014         | Svatá Helena                    | 0.719        | 144          | [ 4 ]        |
| 2016         | 2014         | Mayotte                         | 0.715        | 149          | [ 4 ]        |
| Střední      |              |                                 |              |              |              |
| 2016         | 2014         | Niue                            | 0.666        | 164          | [ 4 ]        |
| 2016         | 2014         | Pitcairnovy ostrovy             | 0.661        | 169          | [ 4 ]        |
| 2016         | 2014         | Tokelau                         | 0.552        | 198          | [ 4 ]        |
| Nízký        |              |                                 |              |              |              |
| 2016         | 2014         | Západní Sahara                  | 0.508        | 210          | [ 4 ]        |